# Macrospinosa
Macrospinosa is een monotypisch geslacht van straalvinnige vissen uit de familie van ombervissen (Sciaenidae).

## Soort
- Macrospinosa cuja (Hamilton, 1822)